# Паученко Іван Тимофійович
Іван Тимофійович Паученка — міський голова повітового міста Олександрія кінця ХІХ — початку ХХ ст.

## Життєпис
Олександрійський купець, торговий депутат.
У 1871 році обраний гласним олександрійської міської думи і членом міської управи.

### Міський голова

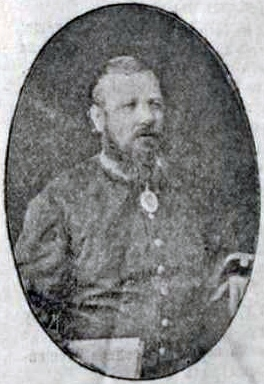
Паученко Іван Тимофійович

У 1879 році обраний міським головою Олександрії. За роки його правління в місті побудовані: Покровська церква, жіноча прогімназія, два початкових училища, притулок для незаможних і калік, будівлі для міської управи і сирітського суду, а також казарми для трьох батарей 34-ї артилерійської бригади.
У 1886 році заснував Олександрійську громадську бібліотеку. Бібліотеку було урочисто відкрито у 1887 році в приміщенні Міської Управи, яке було надане бібліотеці у безкоштовне користування. Також міська дума, під головуванням Паученка, вже на першому засіданні постановила видавати щороку у вигляді допомоги бібліотеці 100 карбованців. У 1894 році дума додала ще 100 карбованців «спеціально на створення фонду для побудови приміщення бібліотеки» і подарувала місце для нього.

### Членство
- Голова Комісії з завідування притулком.
- Засновник і почесний член громадської бібліотеки.
- Почесний охоронець парафіяльного училища.
- Член-скарбник Олександрійської жіночої прогімназії.